# Svetla Mitkova
Svetla Mitkova (Bulgaria, 17 de junio de 1964) es una atleta turca de origen búlgaro, especializada en la prueba de lanzamiento de peso en la que llegó a ser medallista de bronce mundial en 1995.
Representó a su país de origen hasta 1999, cuando recibió la nacionalidad turca por matrimonio.

## Carrera deportiva
En el Mundial de Gotemburgo 1995 ganó la medalla de bronce en el lanzamiento de peso, con una marca de 19.56 m, quedando tras la alemana Astrid Kumbernuss (oro con 21.22 m) y la china Huang Zhihong (plata con 20.04 m).